# 清水稔 (野球)
清水 稔（しみず みのる、1965年4月7日 - ）は、兵庫県尼崎市出身の元アマチュア野球選手・指導者である。ポジションは捕手。
娘は毎日放送アナウンサーの清水麻椰。

## 来歴・人物
市立尼崎高校では主将を務め、3年夏の甲子園に出場。池山隆寛と同期であった。近畿大学では主将を務め、西岡剛、山内嘉弘とバッテリーを組む。関西学生野球リーグの同期の捕手に立命大の古田敦也がいた。
大学卒業後は社会人野球三菱重工神戸のチームに入団し、捕手として活躍した。
小田幸平に正捕手の座を譲ると引退。
引退後は、コーチを経て、2000年から2003年までに同チームの監督を務めた。その後、同チームの部長を務めた。
またその一方で、日本放送協会で高校野球解説者を務め、侍ジャパン女子代表「マドンナジャパン」のコーチも務めた（2010年 - 2016年）。
2023年より、サッカーJリーグ・浦和レッドダイヤモンズの取締役副社長に就任。